# ヤロスラフスキー駅
ヤロスラフスキー駅（ヤロスラフスキーえき、ロシア語: Ярославский вокзал）は、ロシア連邦モスクワ中央区にある、ロシア鉄道の駅。

## 概要
モスクワにおける9つのターミナル駅の1つであり、コムソモーリスカヤ広場に位置する。9つのターミナル駅の中で最も多い乗降客数を誇る。シベリア鉄道やヤロスラヴリ近郊鉄道の起終点駅などとして機能している。駅名はヤロスラヴリ方面の列車が発着することに由来する。
シベリア鉄道の長距離列車は大半がこの駅から午後の発車となり、オムスク、ウラジオストク、ウランバートル、北京、平壌などに向かう。
駅は1862年に開業。現在の駅舎は1902年〜1904年にヒョードル・シェーフテリの設計で、ロシアの古い城塞（クレムリ）を模して建設された。壁は彩色タイルが貼られている。
ちなみに駅舎には「ソヴィエト連邦」を表す「СССР」というキリル文字の頭文字のマークがある。

### 主な発着長距離列車
- 2016年現在

## 歴史
ペテルブルクスキー駅（現：レニングラーツキー駅）の次のターミナル駅として1862年に建てられた。
現在のネオ・ロシア様式の駅舎は1902年から1904年にかけてヒョードル・シェーフテリの手によって建設された。1910年、プラットホームとコンコースをレフ・ケークシェフの手により拡張された。更に1965年–1966年にかけてと1995年に駅の大拡張が行われた。今日では1日に300編成の列車が発着する大ターミナルに成長している。

## 駅構造
頭端式ホーム10面16線を有する地上駅である。駅舎内にテナントとしてカフェや薬局などが入っている。

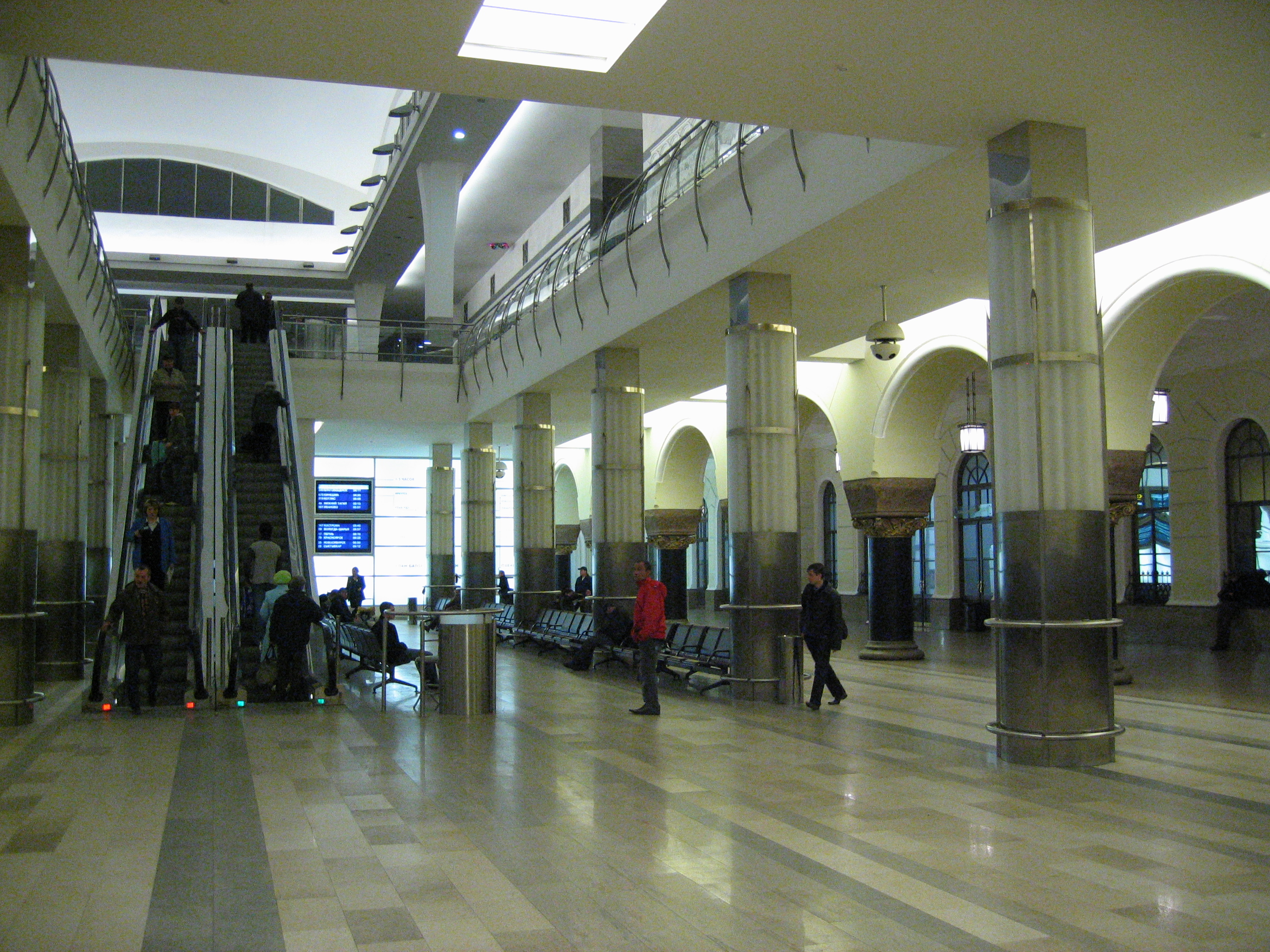
駅舎内の様子
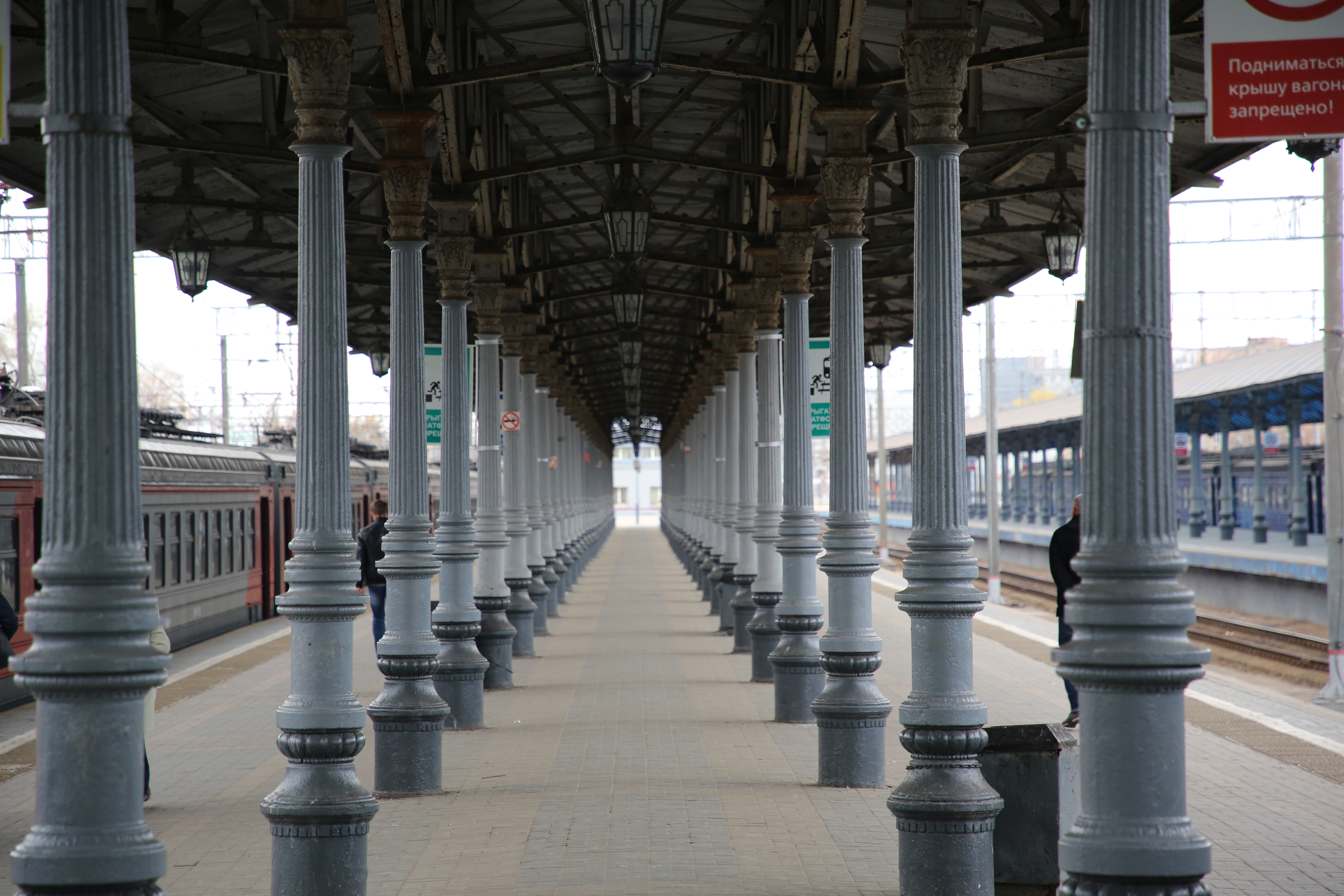
プラットホーム

## 駅周辺

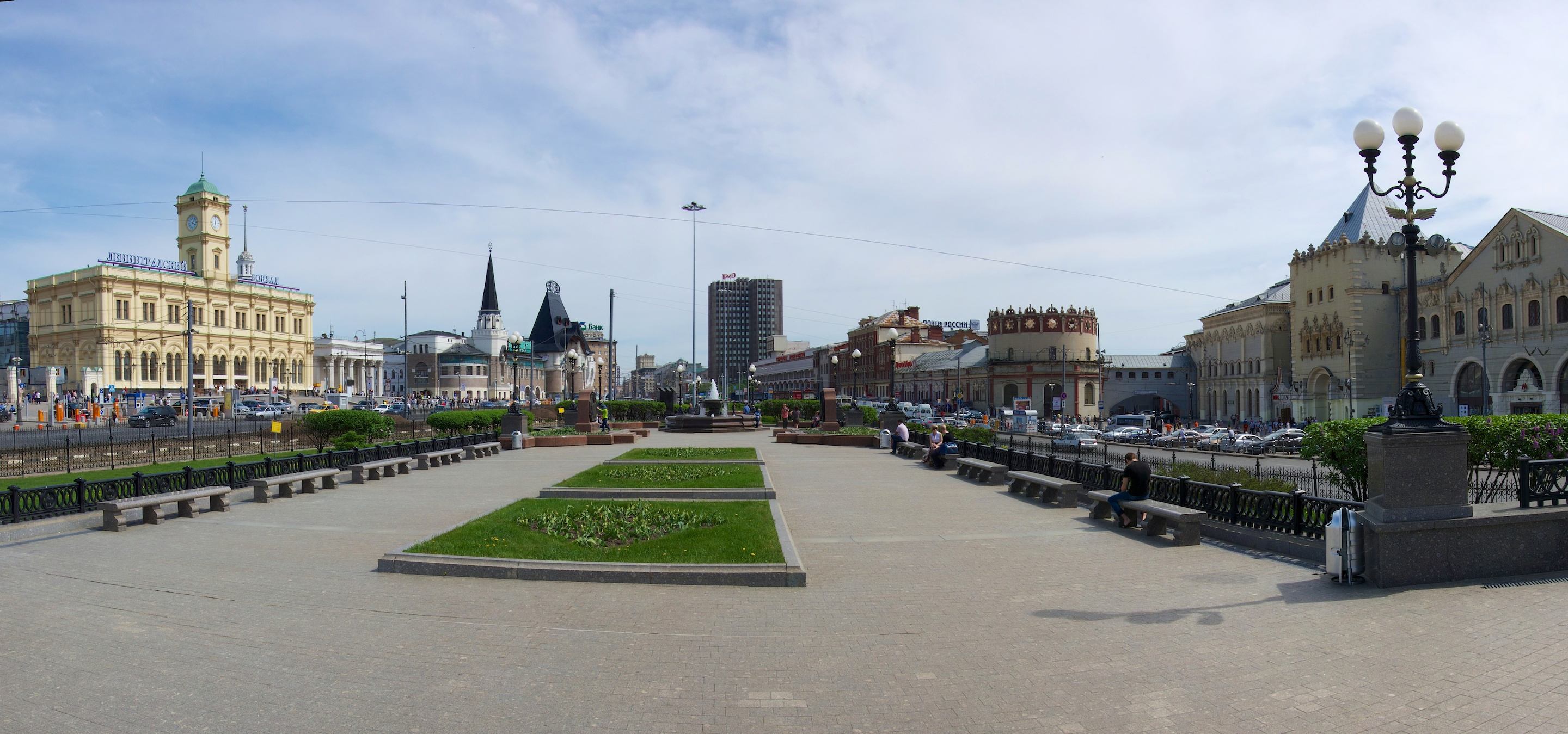
駅前のコムソモーリスカヤ広場

- コムソモーリスカヤ広場（ロシア語版、英語版）
- ツェントラリニ・ドム・クリトゥリ・ジェレズノドロジュニコフ（ロシア語版）
- ウニヴェルマク・モスコフスキー（Универмаг Московский） - ショッピングモール
- ホテルレニングラード
- アルビトラシュニ・スド・モスコフスコイ・オーブラスチ（ロシア語版）

### 近接する鉄道駅・地下鉄駅
- ロシア鉄道
  - レニングラーツキー駅（サンクトペテルブルク方面、サプサン号）
  - カザンスキー駅（カザン方面）
- モスクワ地下鉄
  - ソコーリニチェスカヤ線 コムソモーリスカヤ駅
  - 環状線 コムソモーリスカヤ駅

## 隣の駅
ロシア鉄道
シベリア鉄道
ロシア号、3・4列車、5・6列車、ヴォストーク号、エニセイ号、タミチ号
ヤロスラフスキー駅 - ウラジーミル駅
ヤロスラヴリ近郊鉄道
エレクトリーチカ
ヤロスラフスキー駅 - モスクワIII駅

## 脚註
1. ↑  http://vszd.rzd.ru/news/public/ru?STRUCTURE_ID=2&layer_id=4069&refererLayerId=3307&id=13256 （ロシア語）
2. ↑  Russian: Энциклопедия "Москва", M, 1997 (Encyclopedia of Moscow, Moscow, 1997)